# 焦国標

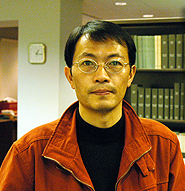

焦国標（1963年 - ）は、中国の新聞学研究者、元北京大学助教授。中国共産党中央宣伝部を批判したため、大学を解雇された。
中国人は絶対神に対する信仰を持たず、悔悟することがなく、権謀や算術だけを行うようになり、中国の社会はうそ話の体系の上で動くようになった、と主張している。

## 著書
- 焦国標『中央宣伝部を討伐せよ』坂井臣之助 訳、草思社、2003年8月25日、ISBN 978-4794213396